# Oronce Fine

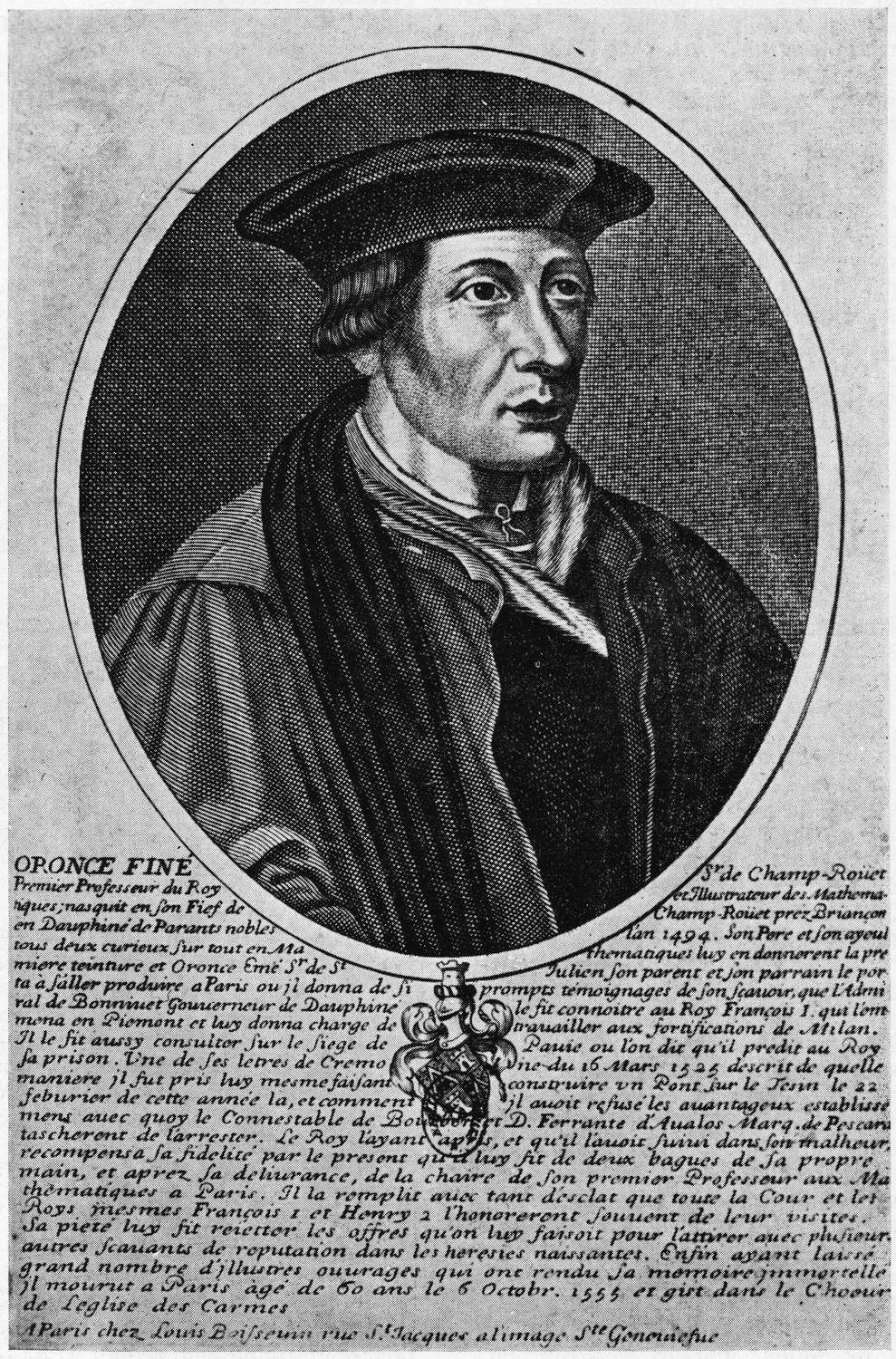
Oronce Fine

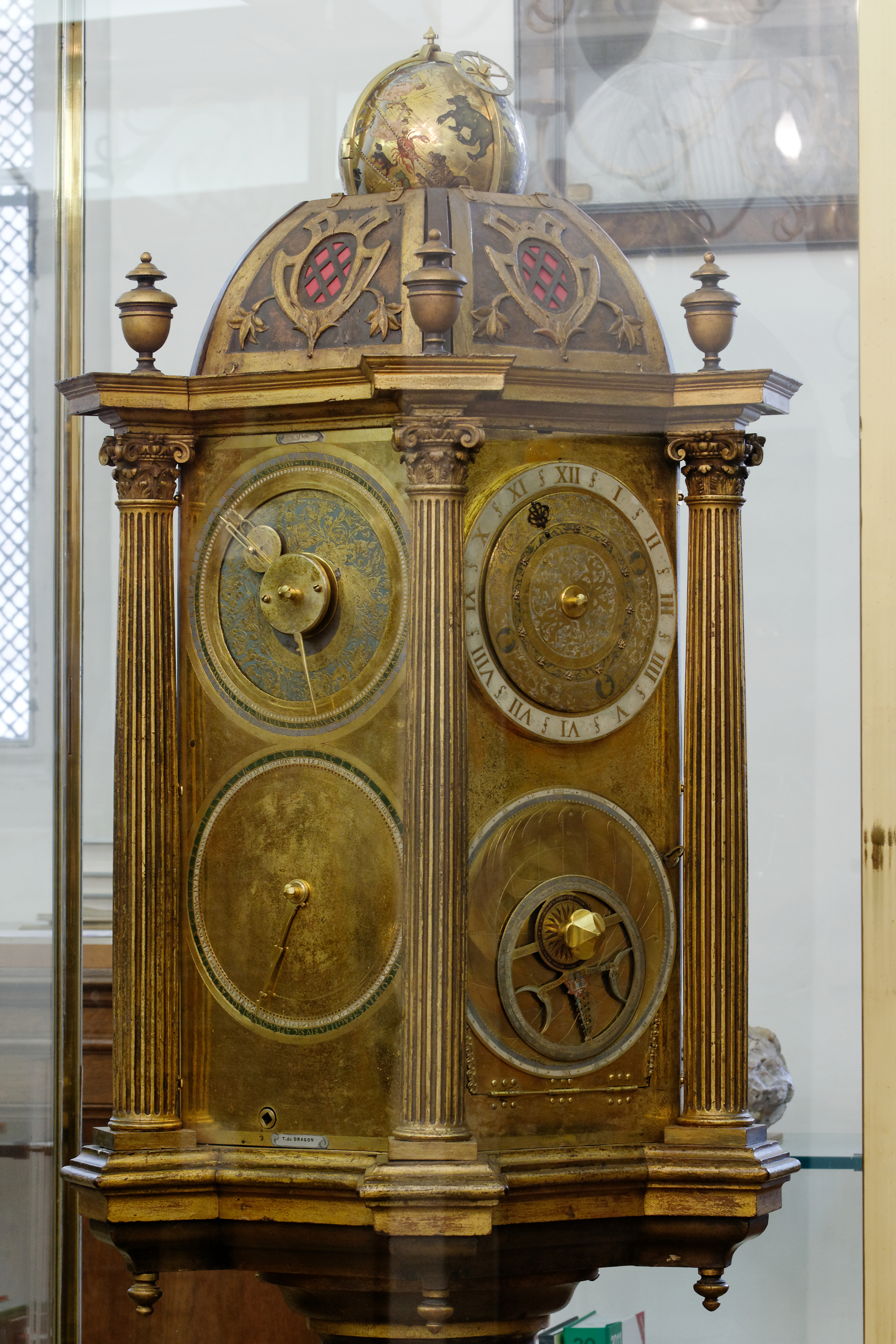
Astronomische Uhr in der Bibliothek Sainte-Geneviève

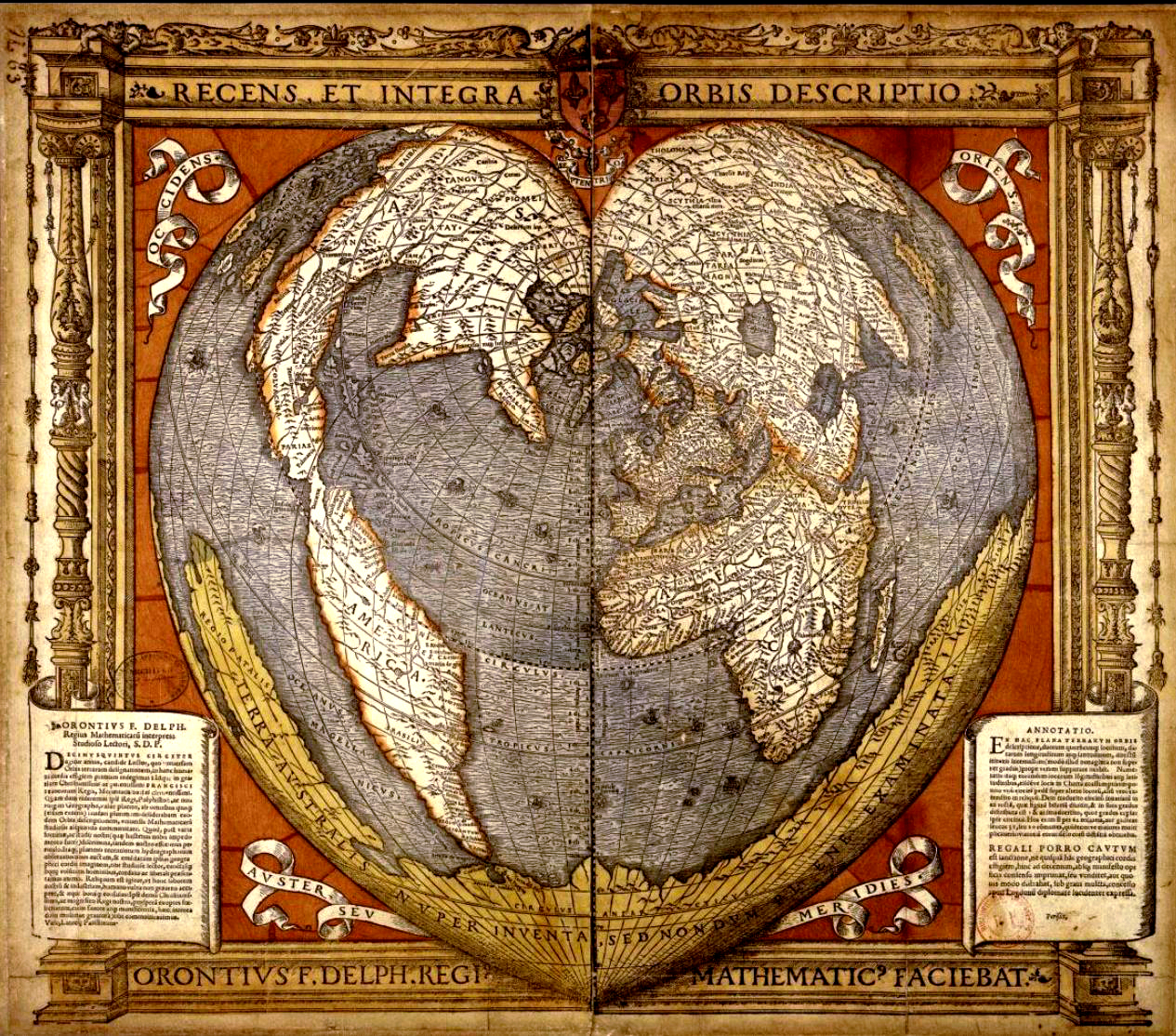
Weltkarte in Herzform von Oronce Fine, Paris 1536.

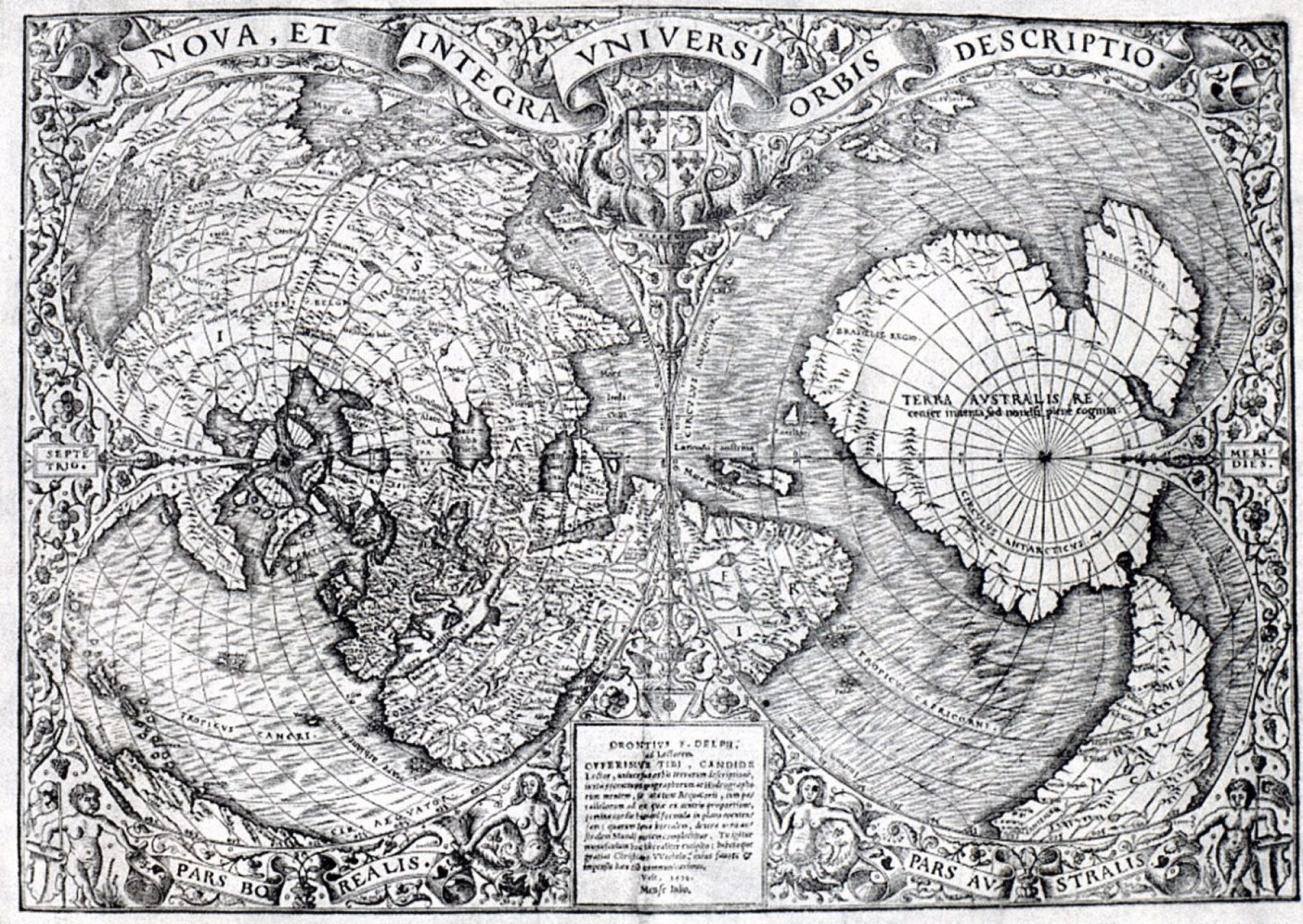
Weltkarte von Oronce Fine in Doppelherzform, zuerst 1531.
Orontius F. Delph. Ad Lectorem. OFFERIMUS TIBI, CANDIDE Lector, universam orbis terrarum descriptionem, iuxta recentium Geographorum ac Hydrographorum mentem, servata tum Aequatoris, tum parallelorum ad eas quae ex centris proportione, gemina cordis humani formula in piano co-extensam: quarum laeua borealem, dextra vero Australem Mundi partem complectitur. Tu igitur munusculum hoc liberaliter excipito: habetoque gratias Christiano Wechelo, cujus fauore et impensis haec tibi communicavimus. Vale, 1531.

Oronce Fine, auch Oronce Finé, latinisiert Orontius Finnaeus oder Finaeus, (* 20. Dezember 1494 in Briançon; † 8. August 1555 in Paris) war ein französischer Mathematiker und Kartograph.

## Leben
Fine war der Sohn eines Arztes und studierte nach dem Tod seines Vaters in Paris Medizin am Collège de Navarre mit dem Bakkalaureats-Abschluss 1522. In Paris wurde er von Antoine Sylvestre protegiert, Professor am Collège de Montaigu. Noch während seines Studiums 1518 und 1524 war er einige Zeit im Gefängnis, möglicherweise wegen des Praktizierens der Astrologie. 1531 wurde er Mathematikprofessor am im Jahr zuvor vom König gegründeten Collège Royale, wo er bis zu seinem Tod unterrichtete. Es gibt Porträts von ihm nach einem verschollenen Gemälde von Jean Clouet (1530).
Er gab noch während seines Medizinstudiums (ab etwa 1515) mathematische und astronomische Werke für einen Pariser Drucker heraus, so von Sacrobosco (Tractatus de Sphaera) und Georg Peuerbach (Theoricae novae planetarum). Er veröffentlichte auch viele eigene Werke in der Mathematik, Astronomie (zum Beispiel De mundi sphaera 1542, ein populärwissenschaftliches Werk über Astronomie), über Instrumentenkunde (zum Beispiel sein erstes Buch 1526 über das Äquatorium sowie über den Quadranten, das Astrolabium und den Gnomon) und Optik. 1532 erschien sein Werk Protomathesis in mehreren Bänden, das Arithmetik, Geometrie und im dritten und vierten Teil Astronomie und astronomische Instrumente behandelt. Eine Sonnenuhr aus Elfenbein von ihm aus dem Jahr 1524 ist noch heute erhalten. Sein Name ist darauf eingraviert, und es ist das einzige Instrument, das ihm direkt zugeschrieben werden kann. Er war an der Konstruktion der Astronomischen Uhr in der Bibliothek Sainte-Geneviève beteiligt (sie verwendet eine Methode aus einem Traktat von Fine über Astrologie). Insgesamt charakterisiert Emmanuel Poulle das Werk von Fine als enzyklopädisch, elementar und nicht originell, als Popularisierung der wissenschaftlichen Themen, über die er selbst Vorlesungen gehört hatte.
Bekannt wurde er durch Kartenwerke, insbesondere eine von ihm erfundene doppelherzförmige Kartenprojektion (schon in seiner ersten Weltkarte von etwa 1519), die auch von Peter Apian und Gerhard Mercator (Orbis imago) übernommen wurde. Eine seiner Weltkarten stammte von etwa 1519, die andere erschien 1531 (Nova Universi Orbis Descriptio). Seine spätere Weltkarte von 1531 ist an die von Johannes Schöner angelehnt (dessen Globus von 1523 stammt). In seiner Weltkarte verwendete er sowohl Informationen von Claudius Ptolemäus als auch neuere Entdeckungen (wie Informationen aus Marco Polo oder von Entdeckungsreisenden wie Ferdinand Magellan). In seiner Weltkarte zeichnet er Asien und Nordamerika als eine Landmasse (die er als Asien bezeichnet, so dass Bezeichnungen von Marco Polo für China in der Karibik auftauchen); mit Amerika bezeichnet er Südamerika, und eine in der Karte eingezeichnete Terra Australis geht möglicherweise auf Informationen von Magellan über Feuerland zurück. Dass auf seiner Karte die Terra Australis etwa die Form der Antarktis hatte, beschäftigte spätere Autoren wie Charles Hapgood (vielleicht ein Fall von Pareidolie seinerseits), und es ist vorgeschlagen worden, dass er dabei Sichtungen der Nordküste Australiens durch portugiesische Seefahrer benutzte und die Existenz einer größeren Landmasse daraus postulierte (die Vorstellung eines Südkontinents war seit Ptolemäus verbreitet). Australien selbst ist auf der Karte nicht separat aufgeführt, sondern nur ein einziger Südkontinent, der sich über den Pol bis zur Spitze Südamerikas hinzieht.
1525 veröffentlichte er eine Karte Frankreichs, eine der ersten ihrer Art, und er veröffentlichte später auch Karten des Heiligen Landes (Palästina) und der Reisen des Paulus.
Pedro Nunes veröffentlichte 1546 eine Schrift, in der er die vorgebliche Lösung der drei klassischen geometrischen Probleme Winkeldreiteilung, Würfelverdopplung und Kreisquadratur durch Fine widerlegte. Seine Versuche zur Kreisquadratur wurden auch von anderen Zeitgenossen kritisiert, wie Johannes Buteo. Fine gab verschiedene Näherungswerte für die Kreiszahl Pi an, zuletzt 1556 in De rebus mathematicus {\displaystyle 3+{\frac {11}{78}}=3,141025641}. Er befasste sich auch mit Befestigungen (zum Beispiel denen von Mailand im Auftrag des Königs Franz I. – er kam dafür 1524 aus dem Gefängnis) und gab eine Methode an, die Länge aus der Beobachtung von Mondfinsternissen an zwei Orten zu bestimmen. Er gab die Elemente von Euklid heraus (1536, 1544, 1551).
Der Mondkrater Orontius ist nach ihm benannt, ebenso die Finaeus Cove, eine Bucht an der Graham-Küste des Grahamlands in der Antarktis.

## Literatur

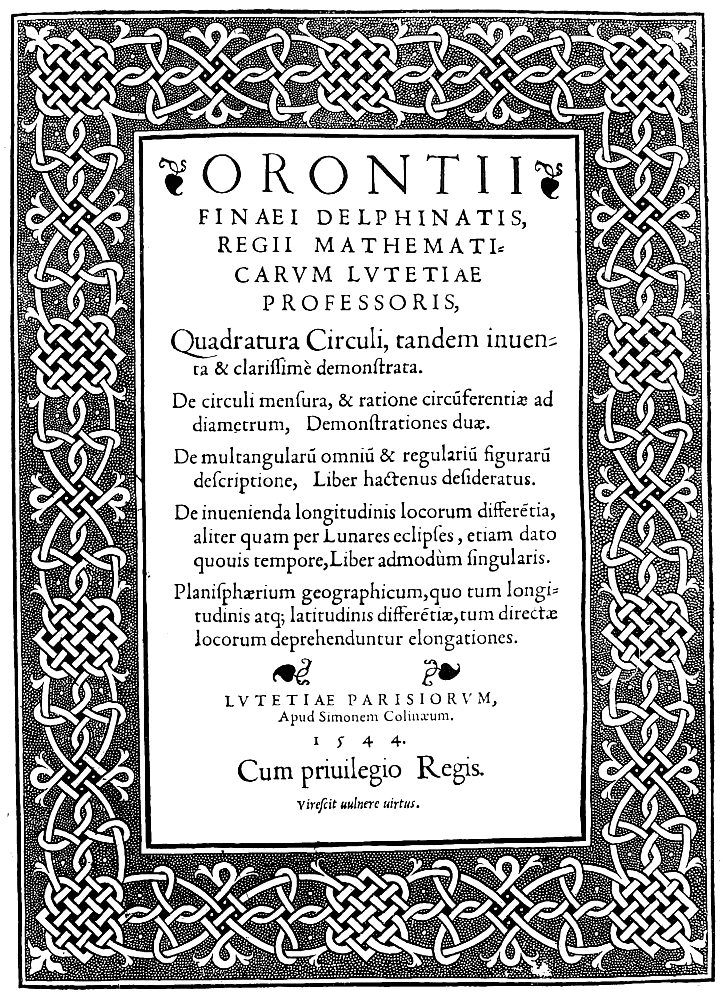
Quadratura circuli, 1544